# Alfred Frank Millidge
Alfred Frank Millidge (1914 – Tokyo, 16 aprile 2012) è stato un aracnologo britannico, principalmente interessato allo studio dei ragni britannici e delle Americhe.
Ha lavorato presso l'American Museum of Natural History di New York, arricchendo le collezioni del Dipartimento di aracnologia e descrivendo decine di generi nuovi e oltre un centinaio di specie, in particolare della famiglia Linyphiidae. 
È deceduto nel 2012, all'età di 98 anni.

## Taxa descritti
- Jacksonella (Millidge, 1951)
- Baryphyma duffeyi (Millidge, 1954)
- Pocadicnemis juncea (Locket & Millidge, 1953)
- Trichoncus hackmanni (Millidge, 1956)

## Denominati in suo onore
- Millidgea Locket, 1968 - genere di ragni della famiglia Linyphiidae
- Afraflacilla millidgei Zabka & Gray, 2002 - ragno della famiglia Salticidae
- Afroneta millidgei Merrett & Russell-Smith, 1996 - ragno della famiglia Linyphiidae
- Mecopistes millidgei Wunderlich, 1995 - ragno della famiglia Linyphiidae
- Misgolas millidgei Wishart & Rowell, 2008 - ragno della famiglia Idiopidae
- Poltys millidgei Smith, 2006 - ragno della famiglia Araneidae
- Scotinotylus millidgei Eskov, 1989 - ragno della famiglia Linyphiidae
- Wabasso millidgei Eskov, 1988 - ragno della famiglia Linyphiidae

## Pubblicazioni
- Locket, G. H., Millidge, A. F. & Merrett P., 1951-1956 - British Spiders, in tre volumi.
- Millidge, A. F., 1985 - Some linyphiid spiders from South America (Araneae, Linyphiidae), American Museum of Natural History, p. 1-78.
- Millidge, A. F., 1987 - The erigonine spiders of North America. Part 8, The genus Eperigone Crosby and Bishop (Araneae, Linyphiidae), American Museum of Natural History, n.2885
- Millidge, A. F., 1988 - Genus Prinerigone, gen. nov. (Araneae: Linyphiidae). Bulletin of British arachnological Society, vol.7, p. 216.
- Millidge, A. F., 1993 - Blestia, a new genus of erigonine spider with clypeal sulci (Araneae: Linyphiidae). Bulletin of British arachnological Society, vol.9, p. 126-128.
- Millidge, A. F., 2005 - Further linyphiid spiders (Araneae) from South America, Bulletin of American Museum of Natural History, vol.205.